# Périple de la mer Érythrée

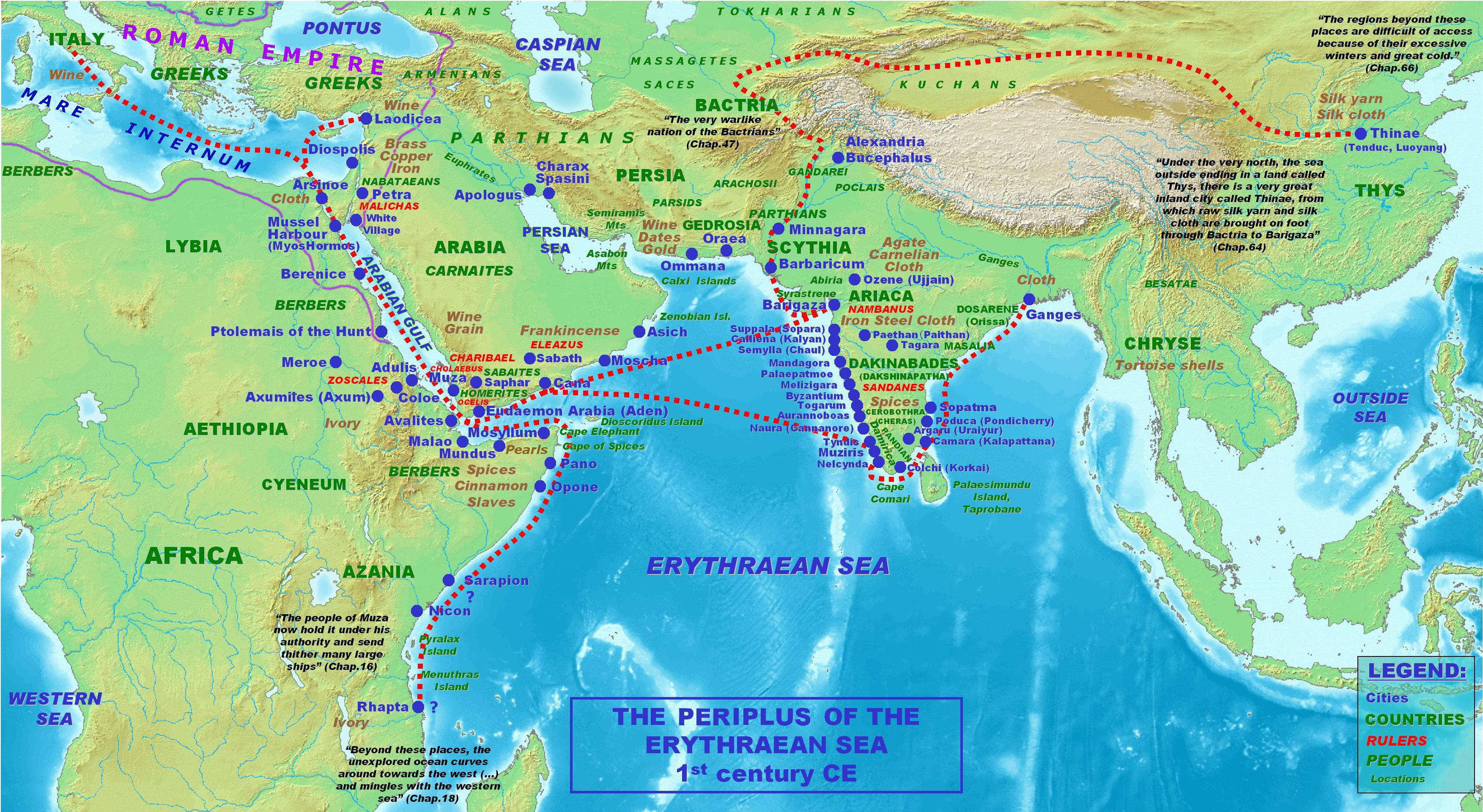
Reconstitution des routes maritimes d'après le Périple de la mer Érythrée.

Reconstitution des routes maritimes d'après le Périple de la mer Érythrée.

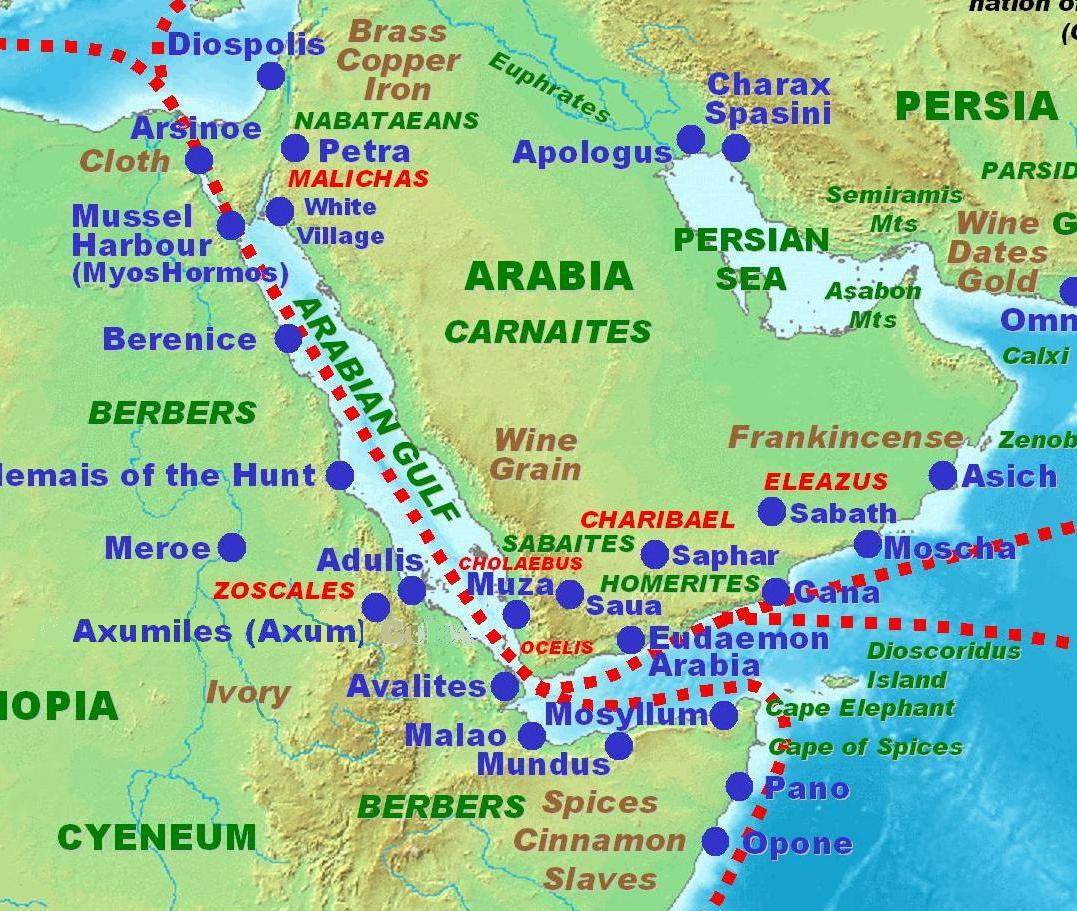
Péninsule arabique et environs selon le Periplus Maris Erythraei.

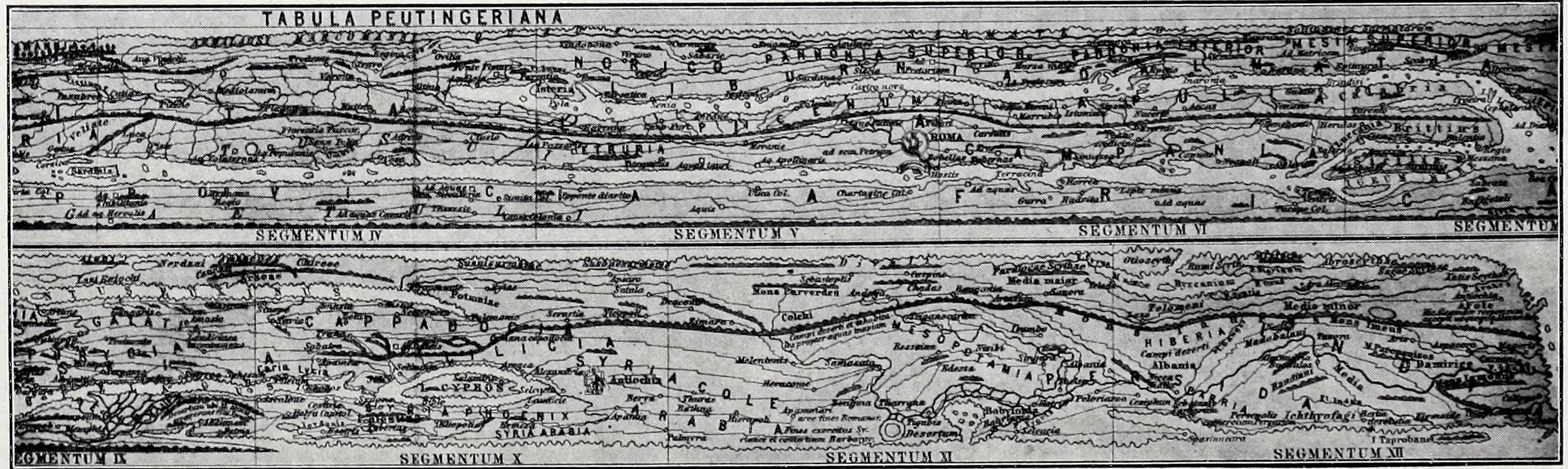
Table de Peutinger : Le Périple de la Mer Érythrée.

Le Périple de la mer Rouge ou Périple de la mer Érythrée (en grec polytonique : Περίπλους τῆς Ἐρυθρᾶς θαλάσσης / Períplous tî̄s ̓Erythrâs thalássīs ; en latin : Periplus maris Erythraei) est un « périple » (récit d'exploration maritime) rédigé en grec et généralement daté entre le Ier siècle et le IIIe siècle. 
Cet ouvrage décrit la navigation et les occasions commerciales depuis les ports romano-égyptiens comme Bérénice le long de la côte de la mer Rouge, alors appelée mer Érythrée (Ἐρυθρος, « rouge » en grec ancien), et d'autres le long de l'Afrique orientale et de l'Inde. Cette route maritime desservait le commerce de l'ivoire, des épices, de la cannelle, de l'encens, du styrax, du lapis-lazuli, des topazes et turquoises, de la soie, de l'indigo, des esclaves, mais a aussi contribué à diffuser le christianisme en Inde, la notion de zéro en Méditerranée ainsi que diverses graines (abricotier, aubergine, cerisier, etc.).

## Origine et éditions
Le texte exploité actuellement provient d'un manuscrit byzantin du Xe siècle appartenant au fonds de la bibliothèque universitaire de Heidelberg et d'une copie de celui-ci datant du XIVe ou XVe siècle appartenant au British Museum. Le Périple a connu sa première édition moderne par Sigismund Gelenius en 1553.
On le date généralement de la première moitié du Ier siècle, ou du IIIe siècle. Bien que l'auteur en soit inconnu, sa lecture indique qu'il s'agit d'une description de première main d'un familier de cette zone géographique et une source quasiment unique de renseignements concernant le monde antique dans les régions qui bordent l'océan Indien. En effet, bien que mer Érythrée soit la dénomination grecque antique de la mer Rouge, le texte inclut la description de l'océan Indien et du golfe Persique, partant de l'île de Dioscoride (aujourd'hui Socotra).
Selon une attribution ancienne et discutée, le texte daterait de 131-132, et serait l'œuvre d'Arrien (Lucius Flavius Arrianus, 85-146).

## Description de l'œuvre
L'œuvre se compose de soixante-six chapitres, la plupart d'entre eux consistant en un long paragraphe.
La première partie, chapitres un à dix-huit, décrit les routes maritimes suivant l'axe Nord-Sud depuis l'Égypte le long de la côte d'Afrique jusqu'à ce qui correspond probablement à l'actuelle Érythrée.
Le reste du texte suit un axe Ouest-Est, depuis l'Égypte, en faisant le tour de la péninsule Arabique et du golfe Persique jusqu'à la côte de Malabar.
Le court chapitre cinquante-quatre, par exemple, dit dans sa totalité :

« Tyndis appartient au royaume de Cerobothra ; c'est un village bien visible depuis la mer. Muziris, du même royaume, abonde en navires envoyés ici avec des cargaisons depuis l'Arabie et par les Grecs ; la ville est située sur un fleuve, éloigné de Tyndis de cinq cents stades par fleuve et mer, et en remontant le fleuve de vingt stades depuis le rivage. Nelcynda est éloigné de Muziris par le fleuve et la mer d'environ cinq cents stades, et appartient à un autre royaume, celui des Pandya. Cet endroit est également situé sur un fleuve, à environ cent vingt stades de la mer. »

Pour qualifier la qualité de ses informations, Joseph Toussaint Reinaud, p. 6, dit : « Quelle différence entre Ptolémée, qui, avec toute sa science, était un homme de cabinet, et l'auteur du Périple, qui parle d'après ce qu'il a vu ! »

## Interprétation de l'œuvre
Dans un grand nombre de cas, la description est suffisamment précise pour pouvoir identifier les emplacements actuels correspondants, tandis que pour d'autres, les hypothèses sont très nombreuses.
La ville de « Porto » est vraisemblablement l'actuelle Aden au Yémen.
Le lieu dénommé « Rhapta » est mentionné comme étant le marché le plus lointain le long de la côte africaine « d'Azania » ; des chercheurs ont reconnu au moins cinq endroits correspondant à la description, dans une zone s'étendant du sud de Tanga jusqu'au delta de fleuve Rufiji.
La description de la côte indienne mentionne le Gange tout à fait clairement, puis le périple perd beaucoup en précision lorsqu'en décrivant la Chine, il cite comme une « grande ville intérieure », « Thina qui est une source de soie brute ».
Une autre caractéristique du Périple est que certains des mots décrivant les marchandises n'apparaissent dans aucun autre texte de la littérature antique, obligeant à faire des conjectures sur leur signification.

## Bibliographie

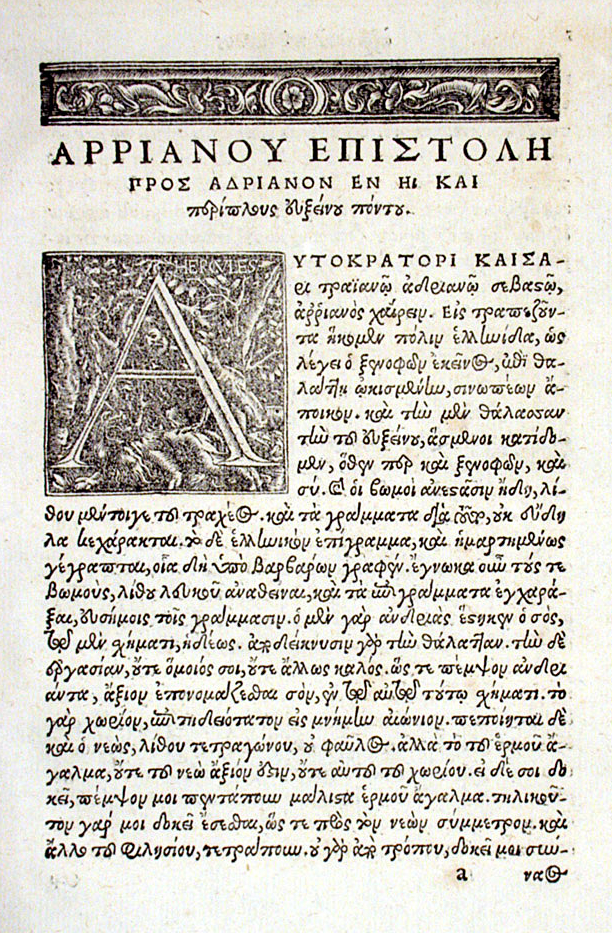
Édition du texte original d'Arrien, par Johann Froben (Bâle, 1533).

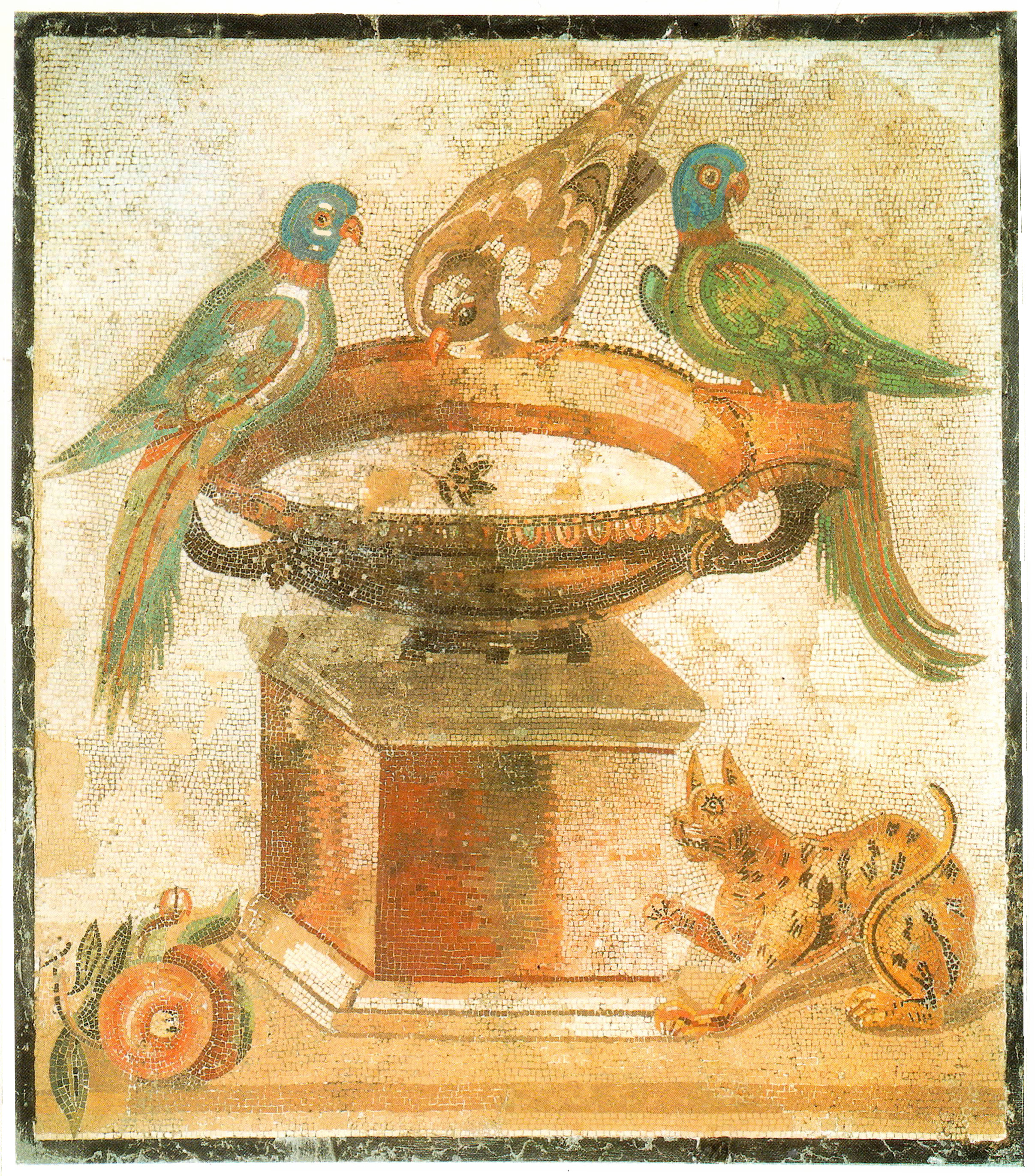
Couple de loriquets entourant une tourterelle et surveillé par un serval (mosaïque du Mithraeum de Santa Maria Capua Vetere), prouvant les liens commerciaux antiques entre la péninsule italienne, l'Afrique orientale et l'Asie du Sud-Est via le « Périple de la mer Érythrée ».

### Manuscrits
- (grc) Le Codex pal. graec. 398, fol. 40v-54v, de l'Université de Heidelberg (Xe siècle).
- (grc) Le Add. MS 19391, fol. 9r-12r, du British Museum (XIVe – XVe siècle).

### Principales éditions et traductions du texte grec
- (en) Lionel Casson, The Periplus Maris Erythraei, Princeton, Princeton university press, 1989, 320 p. (ISBN 0-691-04060-5).
- (grc) Jöns Ivan Hjalmar Frisk, Le Périple de la Mer Erythrée, suivi d'une étude sur la tradition et la langue [Thèse], Göteborg, 1927 (Goteborgs högskolas ärsskrift, 33) (OCLC 458527584).

### Autres éditions et traductions
- (grc + fr) « Le Périple de la Mer Erythrée », trad. fr. par Marc Szwajcer, dans remacle.org, 2010 (en ligne).  — Traduction non publiée basée, d'après l'introduction, sur le texte littéraire de Edmond Jurien de La Gravière en 1883 (Revue des Deux Mondes, 60, p. 312-355, en ligne) et sur la traduction anglaise de Wilfred Schoff (en) en 1912. La traduction de Raymond Mauny, en 1968, semble aussi avoir beaucoup inspiré le texte et ses notes. L'origine du texte grec n'est pas indiquée (possiblement Karl Müller en 1855).
- (grc + en) The Periplus of the Erythraean Sea ; with some extracts from Agatharkhides "On the Erythraean Sea" [De mari Erythraeo], éd. et trad. angl. par George Wynn Brereton Huntingford (en), Londres, 1980 (Works issued by the Hakluyt society. Second series, 151)  (ISBN 0-904180-05-0).
- (fr) [trad. par] Raymond Mauny, « Le périple de la mer Erythrée et le problème du commerce romain en Afrique au sud du Limes », dans Journal de la Société des Africanistes, 38-1, Paris, 1968, p. 19-34  (ISSN 1957-7850) (en ligne).  — Mauny signale que sa traduction est basée sur celle en anglais de Schoff. Il indique avoir aussi consulté le texte et la cartographie de Yūsuf Kamāl (tome 1, p. 84-90), en 1926, et le texte grec établi par Hjalmar Frisk.
- (en) The Periplus of the Erythræan Sea, trad. angl. par Wilfred Schoff (en), New York, 1912, p. 22-49 (en ligne ; texte et sur Wikisource) ; repr. 1995  (ISBN 8121506999).
- (grc + de) Der Periplus des Erythräischen Meeres von einem Unbekannten. Griechisch und deutsch mit kritischen und erklärenden Anmerkungen nebst vollständigem Wörterverzeichnisse, éd. et trad. all. par B. Fabricius (pseud. de Heinrich Theodor Dittrich (en)), Leipzig, 1883 (en ligne).
- (grc + la) Anonymi [Arriani, ut Fertur] Periplus Maris Erythraei, dans Geographi graeci minores, vol. 1, éd. grecque et trad. latine par Karl Müller, Paris, 1855, p. 257-305 (en ligne et le texte grec sur Wikisource).  — Voir aussi les prolégomènes en latin p. XCV-CXI et les addenda (en) p. CXLI-CXLIV.

### Principales références à propos duPériple
- Topoi. Orient-Occident. Supplément 11, 2012. Autour du Périple de la mer Érythrée [= Actes du séminaire organisé les 13 et 14 décembre 2010 (Lyon, Maison de l'Orient et de la Méditerranée)], sous la dir. de Marie-Françoise Boussac, Jean-François Salles et Jean-Baptiste Yon, Lyon, 2012 (en ligne).
- Felix A. Chami (en), The Early Iron Age on Mafia island and its relationship with the mainland, dans Azania : Journal of the British Institute of History and Archaeology in East Africa, 34, Londres, 1999, p. 1-10 (part. en ligne).
- Didier Marcotte, Les Géographes grecs. Tome I, Introduction générale. Pseudo-Scymnos, Circuit de la terre, Paris, 2000, p. XXX-XXXI (CUF, 403)  (ISBN 2-251-00487-4).
- Gérard Fussman, Le Périple et l'histoire politique de l'Inde, dans Journal asiatique, 279 (1-2), Paris, 1991, p. 31-38.
- Christian Robin, L'Arabie du sud et la date du Périple de la mer Érythrée. Nouvelles données, dans Journal asiatique, 279, Paris, 1991, p. 1-30 (en ligne).
- Jehan Desanges, Les relations de l'Empire romain avec l'Afrique nilotique et érythréenne, d'Auguste à Probus, dans ANRW, II. 10.I, Berlin, 1988, p. 3-43  (ISBN 0899252281) (extraits).
- Aubrey Diller, The Tradition of the Minor Greek Geographers, Lancaster-Oxford, 1952 (American Philological Association Monographs, 14) (OCLC 459526926) ; réimpr. Amsterdam, 1986.
- James Innes Miller, The spice trade of the Roman Empire: 29 B.C. to A.D. 641, Oxford, 1969 ; repr. 1998  (ISBN 0-19-814264-1).
- Albrecht Dihle (de), Umstrittene Daten : Untersuchungen zum Auftreten der Griechen am Roten Meer, Cologne et Opladen, 1965 (Wissenschaftliche Abhandlungen der Arbeitsgemeinschaft für Forschung des Landes Nordrhein-Westfalen, 32) .
- Joseph Toussaint Reinaud, Mémoire sur le Périple de la mer Érythrée et sur la navigation des mers orientales au milieu du troisième siècle de l'ère chrétienne, d'après les témoignages grecs, latins, arabes, persans, indiens et chinois, Paris, 1864 (en ligne)